# Huvkijávri
Huvkijávri, enligt tidigare ortografi Hukejaure, är en sjö i Gällivare kommun i Lappland och ingår i Skjomavassdragets huvudavrinningsområde. Sjön har en area på 1,39 kvadratkilometer och ligger 869 meter över havet. Sjön avvattnas av vattendraget Gearbiljohka..

## Delavrinningsområde
Huvkijávri ingår i det delavrinningsområde (754008-159154) som SMHI kallar för Utloppet av Hukejaure. Medelhöjden är 961 meter över havet och ytan är 9,64 kvadratkilometer. Räknas de 6 avrinningsområdena uppströms in blir den ackumulerade arean 60,48 kvadratkilometer. Avrinningsområdets utflöde Gearbiljohka mynnar i Vanasjávri vars utflöde så småningom mynnar i Atlanten (fjorden Sör-Skjomen). Avrinningsområdet består mestadels av kalfjäll (82 procent). Avrinningsområdet har 1,72 kvadratkilometer vattenytor vilket ger det en sjöprocent på 17,9 procent.